# Karamay

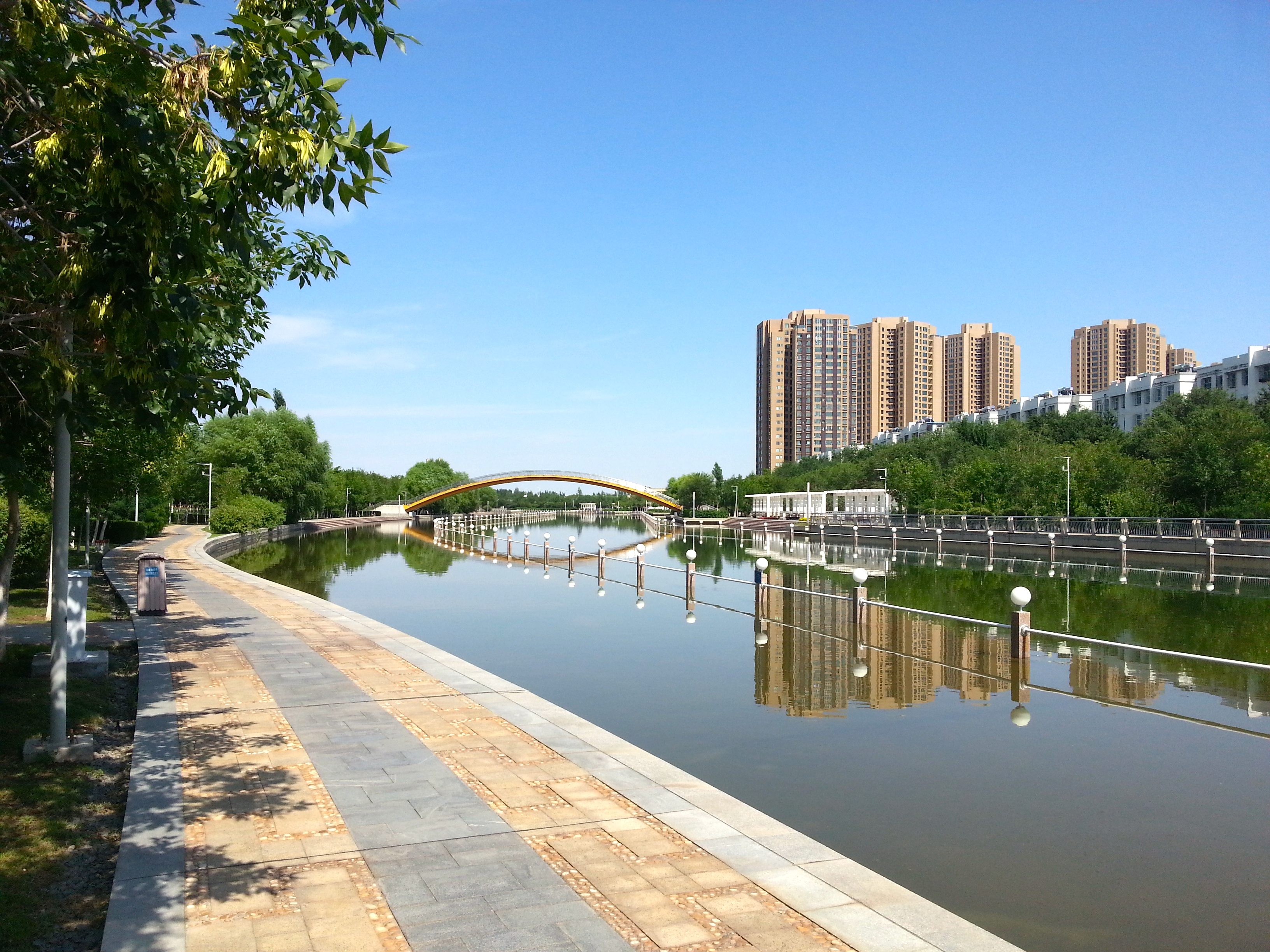
Sông Karamay

Karamay (Khắc Lạp Mã Y, 克拉玛依市) là một địa cấp thị thuộc Khu tự trị dân tộc Uyghur, Cộng hòa Nhân dân Trung Hoa. Địa khu này có diện tích 9252 ki-lô-mét vuông, dân số 290.000 người (năm 2002).

## Các đơn vị hành chính
Địa khu này gồm các đơn vị cấp huyện sau:
- Quận Karamay (Khắc Lạp Mã Y, 克拉玛依区)
- Quận Độc Sơn Tử (独山子区)
- Quận Bạch Thiêm Than (白碱滩区)
- Quận Urho (Ô Nhĩ Hoà, 乌尔禾区)